# Roc'h Toul
Roc'h Toul est une grotte préhistorique de la commune de Guiclan dans le Finistère, en Bretagne.

## Toponymie
En breton, « toull » signifie trou, passage, creux, cavité. Dans ce cas particulier, le nom de la grotte peut être traduit par « grotte du rocher ».

## Spéléométrie
Le développement de la grotte est de 52 m. La cavité a été topographiée par les frères Callot en 1970.

## Géologie
La grotte s'ouvre dans les grès armoricains d'âge ordovicien.

## Fouilles archéologiques
En 1868-69, le docteur Le Hir de Morlaix fouille la grotte et extrait environ trois à quatre cents lames en silex ou en grès de l'époque magdalénienne.

« Cette grotte est située à 84 mètres de la rive de la Penzé, elle est creusée dans un roc blanc composé de grès et de quartz. (...) La grotte se divise en deux chambres, presque en ligne droite, et séparées par une cloison de rochers qu'il faut contourner pour passer d'une pièce à l'autre. (...) Le 4 juin 1868, à 10 cm de profondeur dans le sol, je trouvai une pointe de silex. (...) Je recueillis ainsi 44 couteaux en silex (...). [Dans la seconde chambre], j'en recueillis 110. (...) Au 19 août 1868, le nombre de silex recueillis dépassait 330 ; de plus, il y avait une grande quantité d'éclats et de débris de diverses formes. (...) Le charbon de bois était très abondant dans ces déblais. (...) Cette grotte (..) m'a fourni des couteaux de différents formes et différentes grandeurs, des rondelles tranchantes, des serpettes, des grattoirs,des perçoirs et doubles perçoirs, des poinçons, des bouts de lances et des bouts de flèches, et enfin des nuclei. »

Le docteur Le Hir a aussi trouvé dans le voisinage de cette caverne dans un champ nommé Parc-ar-Plenen des traces d'activité humaine liées à cet habitat troglodytique. Plus tard, le commandant Charles Bénard dit Le Pontois fouille également la grotte. La grotte et rocher de Roc'h-Toul sont classés monuments historiques par arrêté le 22 octobre 1913.

Dans les années 1950, Georges Laplace effectue une nouvelle étude des industries lithiques découvertes par Le Hir, qu'il publie en 1957.

Grotte et rocher de Roc'h Toul à Guiclan.
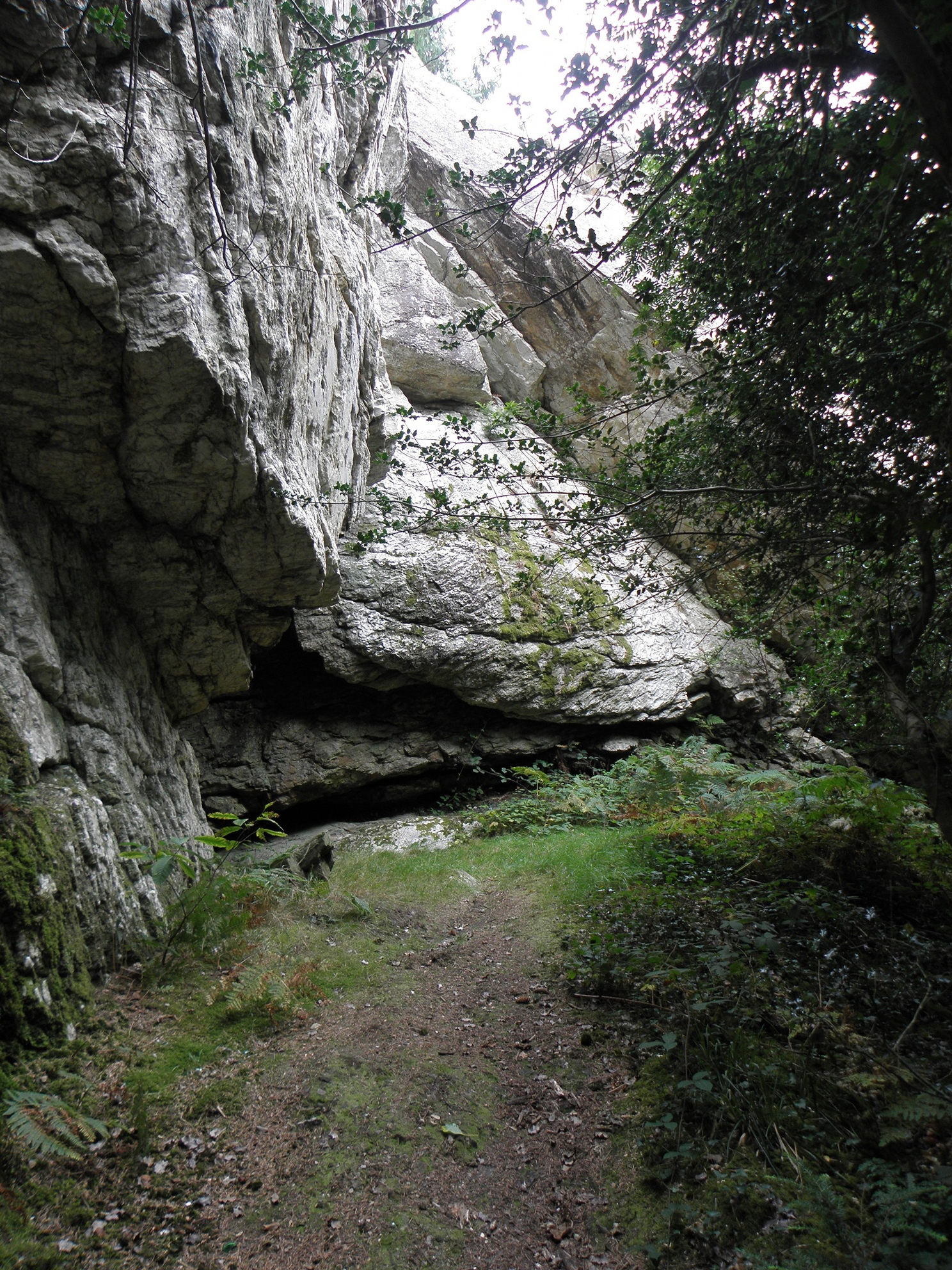
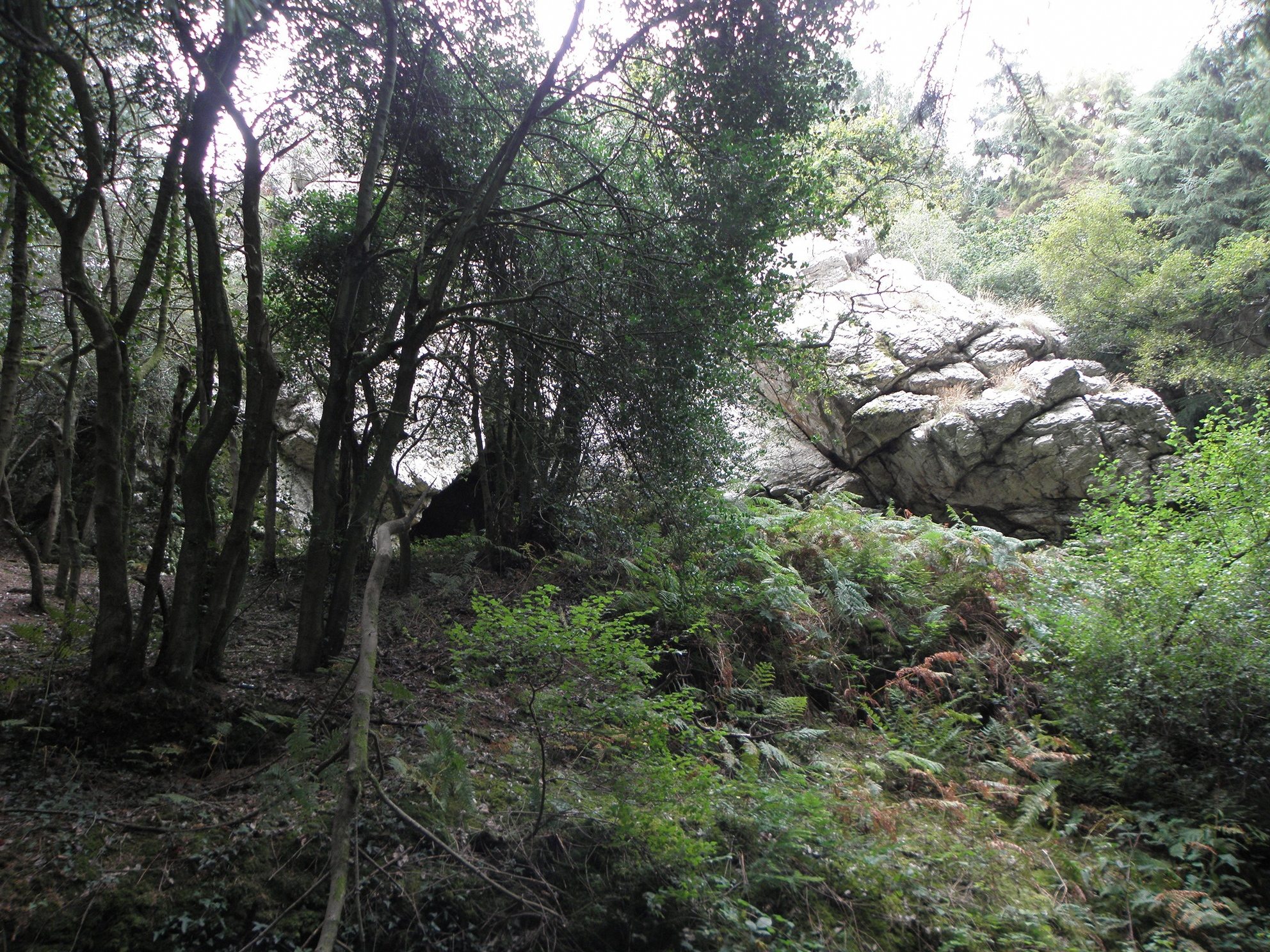
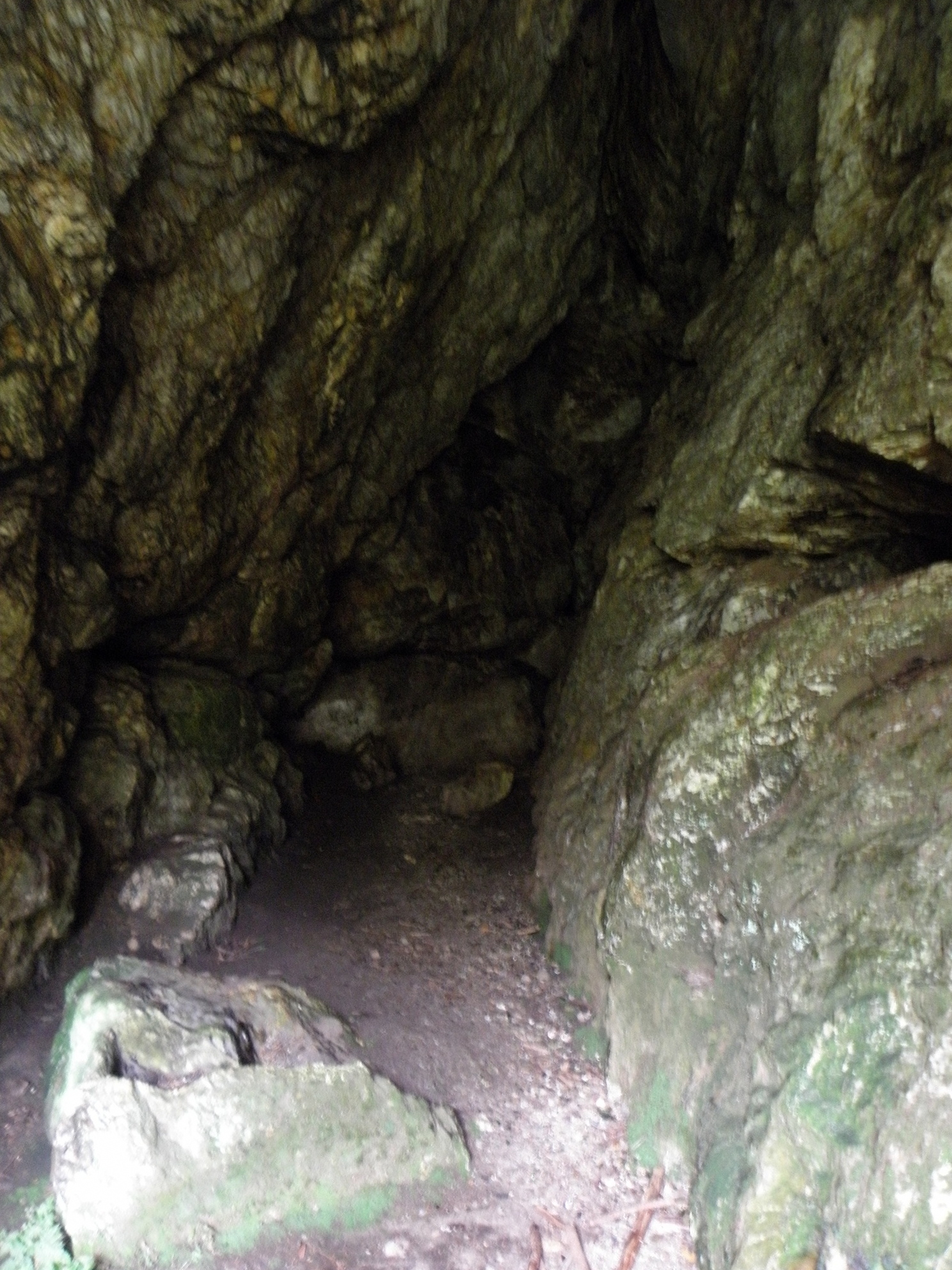